# 馬川駅
馬川駅（マチョンえき）は大韓民国ソウル特別市松坡区馬川洞にある、ソウル交通公社5号線（馬川支線）の駅。駅番号はP555 。

## 歴史
- 1996年3月30日 - ソウル特別市都市鉄道公社の駅として開業。
- 2017年5月31日 - ソウル特別市都市鉄道公社とソウルメトロが統合され、ソウル交通公社の駅となる。

## 駅構造
相対式ホーム2面2線の地下駅。出口は2番まである。

### のりば
案内上ののりば番号は設定されていない。
| 上り | 5号線 | 江東・往十里・汝矣島・傍花方面 |
| 下り | 5号線 | 下車ホーム、高徳基地入庫線     |

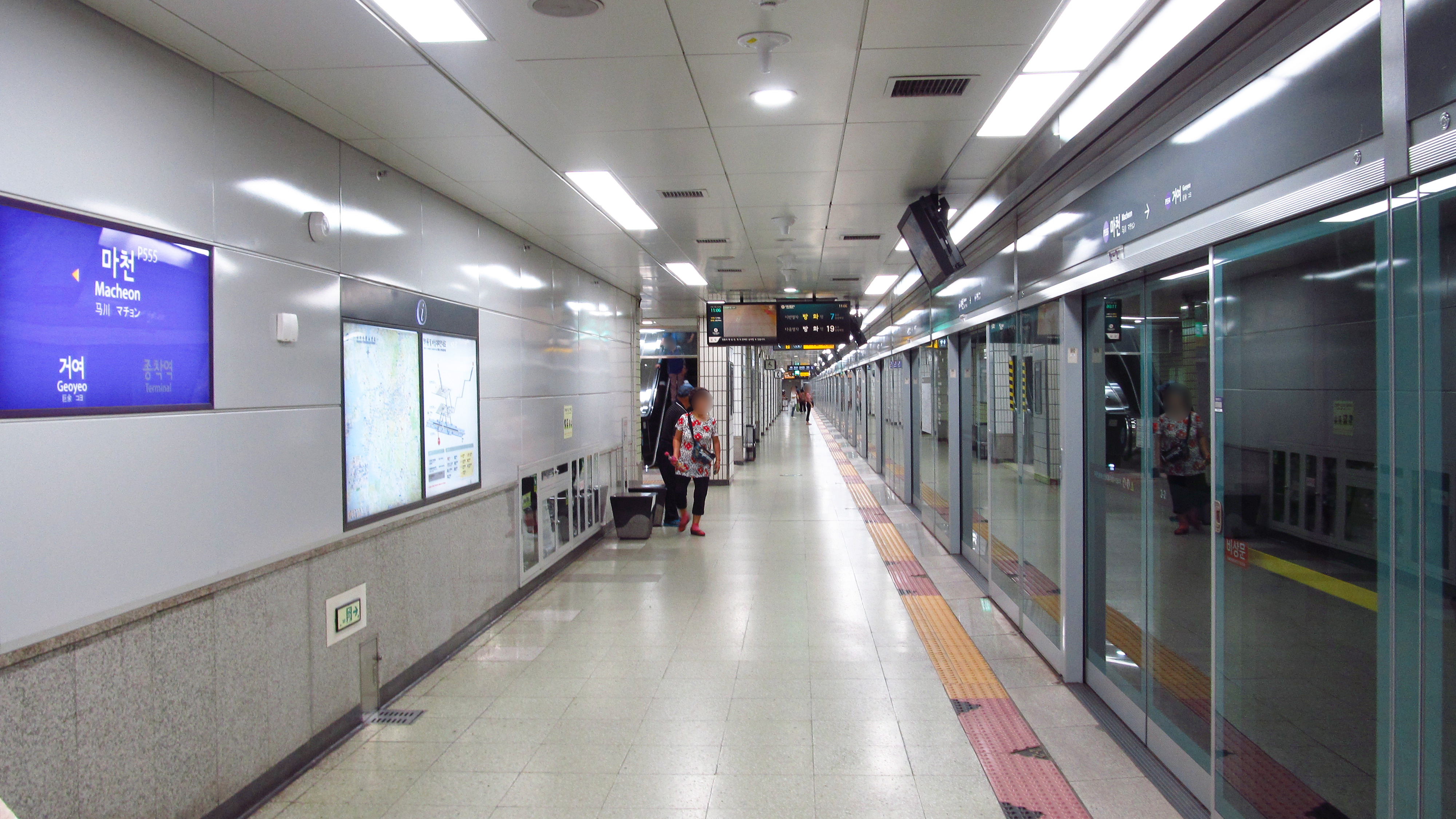
上り線ホーム
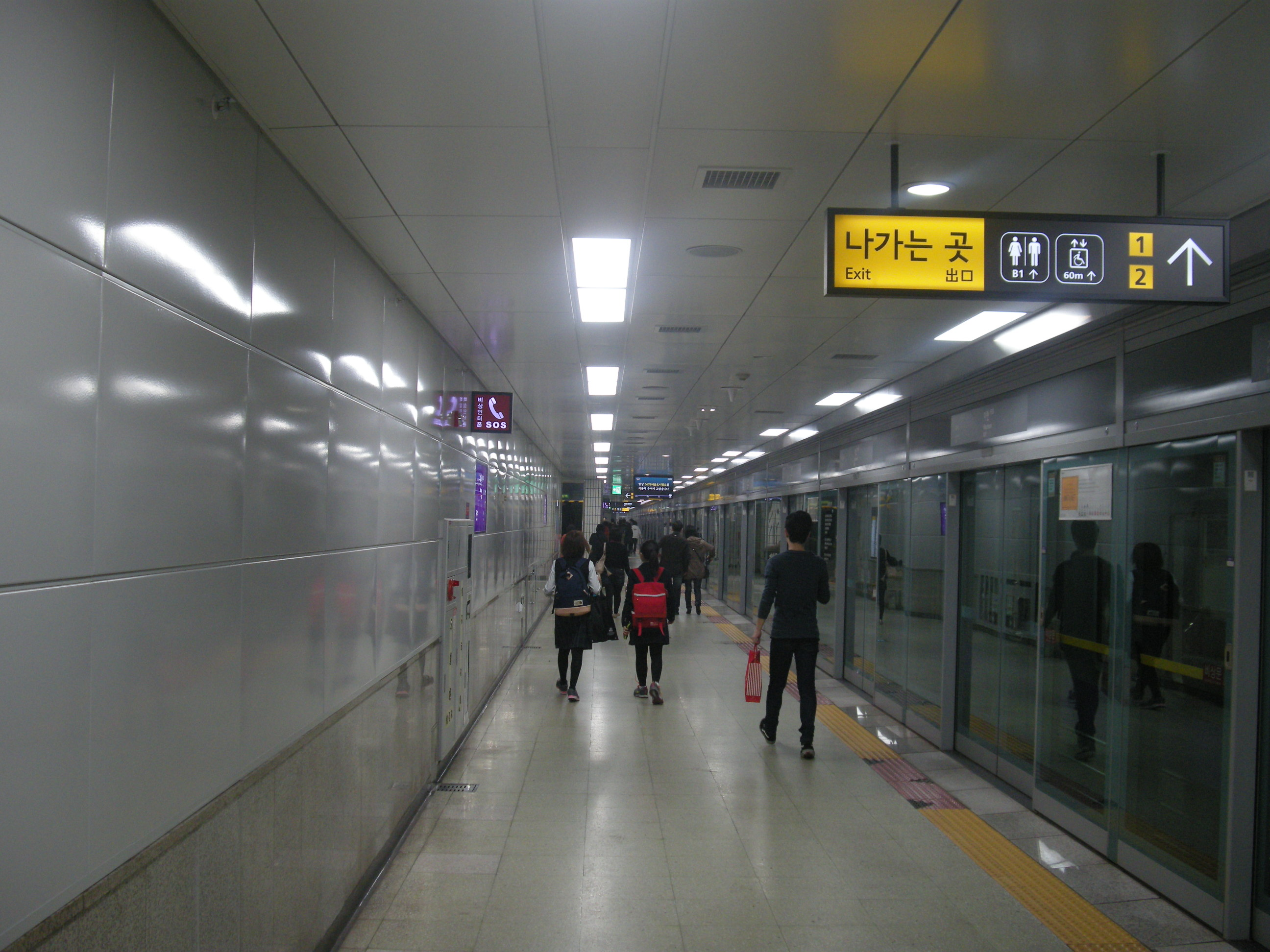
下り線ホーム
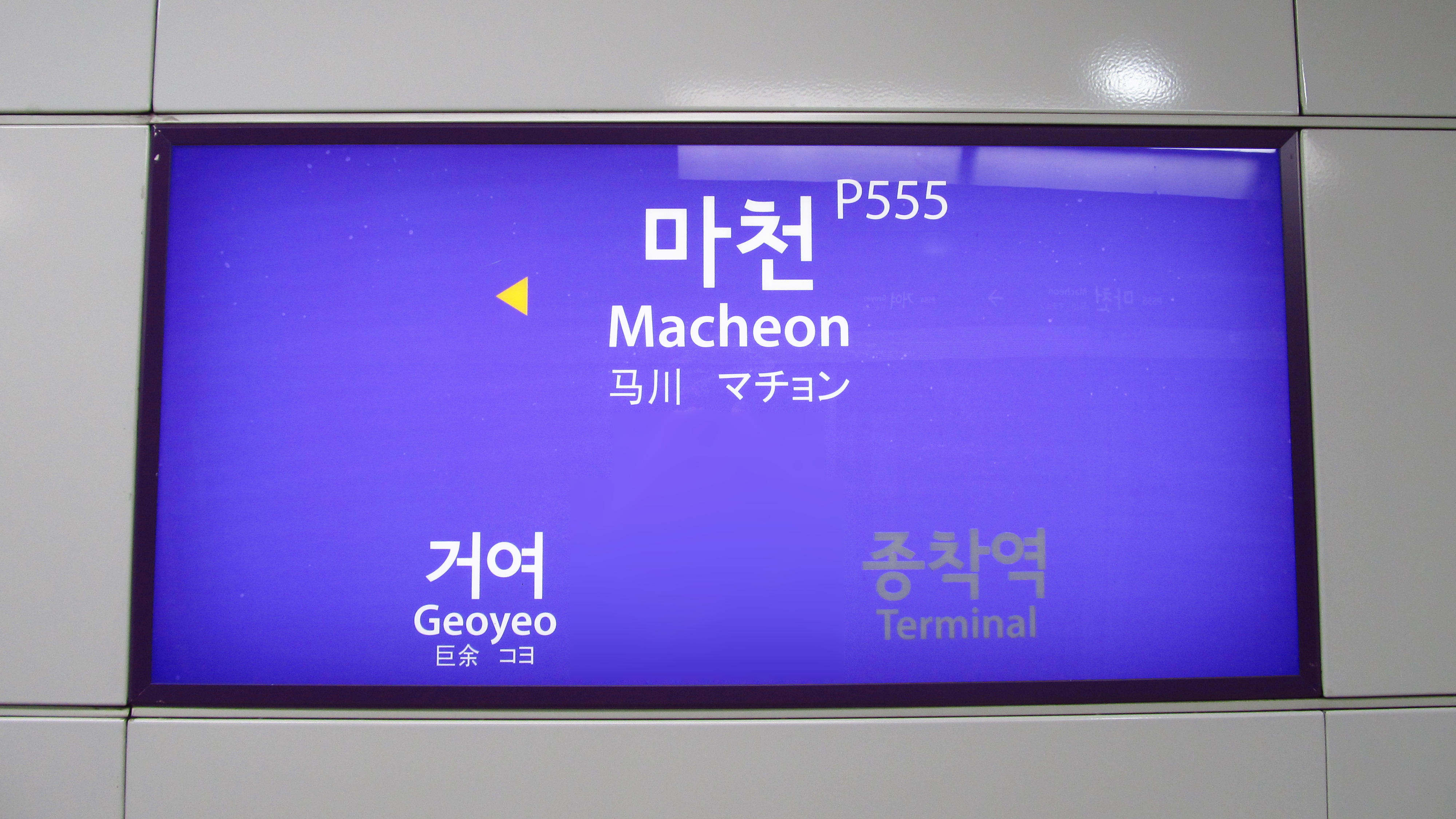
上り線駅名標
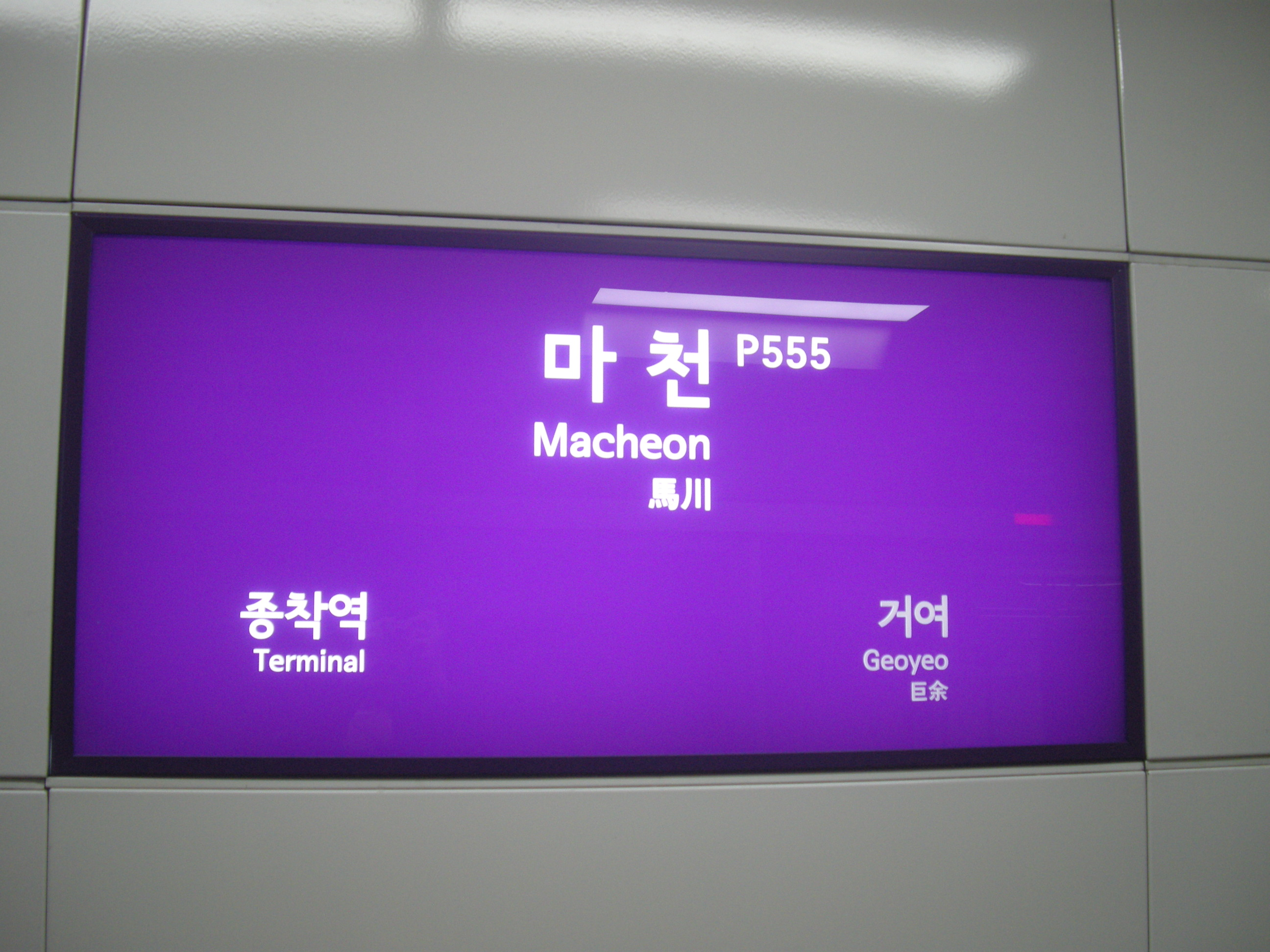
下り線駅名標

## 利用状況
近年の一日平均利用人員推移は下記のとおり。
| 路線  | 路線     | 2000年 | 2001年 | 2002年 | 2003年 | 2004年 | 2005年 | 2006年 | 2007年 | 2008年 | 2009年 | 出典  |
| ----- | -------- | ------ | ------ | ------ | ------ | ------ | ------ | ------ | ------ | ------ | ------ | ----- |
| 5号線 | 乗車人員 | 5,697  | 5,872  | 5,909  | 6,033  | 5,996  | 5,805  | 5,698  | 5,506  | 5,449  | 5,347  | [ 1 ] |
| 5号線 | 降車人員 | 5,978  | 6,102  | 6,148  | 6,253  | 6,117  | 6,020  | 5,839  | 5,636  | 5,614  | 5,530  | [ 1 ] |
| 5号線 | 乗降人員 | 11,675 | 11,973 | 12,057 | 12,285 | 12,113 | 11,826 | 11,536 | 11,142 | 11,063 | 10,877 | [ 1 ] |
| 路線  | 路線     | 2010年 | 2011年 | 2012年 | 2013年 | 2014年 | 2015年 | 2016年 |        |        |        | [ 1 ] |
| 5号線 | 乗車人員 | 6,040  | 6,653  | 6,725  | 6,511  | 6,449  | 6,238  | 5,528  |        |        |        | [ 1 ] |
| 5号線 | 降車人員 | 6,219  | 6,754  | 6,756  | 6,528  | 6,532  | 6,287  | 5,604  |        |        |        | [ 1 ] |
| 5号線 | 乗降人員 | 12,259 | 13,408 | 13,482 | 13,039 | 12,981 | 12,525 | 11,132 |        |        |        | [ 1 ] |

## 駅周辺
- 天馬山 - ソウル特別市と京畿道河南市の境界に位置する。西側の山すそは市街地化されている。
- 東ソウルカントリークラブ（京畿道河南市）
- ソウル馬川初等学校（朝鮮語版）
- 馬川1洞住民センター
- 馬川2洞住民センター
- 松坡消防署（朝鮮語版）巨余119安全センター
- 馬川郵便局（朝鮮語版）

## 隣の駅
ソウル交通公社
 5号線（馬川支線）
巨余駅 (P554) - 馬川駅 (P555)